# كلاوديو بيتزارو

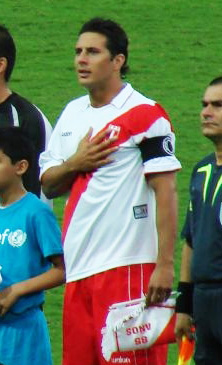
بيزارو مع المنتخب البيروفي

كلاوديو ميغيل بيزارو بوسيو (بالإسبانية: Claudio Miguel Pizarro Bosio)‏ (مواليد 3 أكتوبر 1978 في كاياو، البيرو) هو لاعب كرة قدم بيروفي سابق (من البيرو). لعب لأندية عديدة أبرزها بايرن ميونخ، نادي تشيلسي، نادي كولن و‌فيردر بريمن. كما لعب مع منتخب البيرو لكرة القدم منذ عام 1999 حتى 2016.

## السيرة الذاتية
كلاوديو ميغيل بيزارو بوسيو الشهير بكلاوديو بيزارو هو واحد من أفضل اللاعبين في تاريخ المنتخب البيروفي وترجع أصوله إلى إسبانيا في الأساس كعادة غالبية سكان قارة أمريكا الجنوبية لكنه ولد وتربى في كلاو البيروفية ومارس كرة القدم في أكاديمية ديبورتيفو كانتولاو التي تجاور سكن ابيه في كلاو وسريعاً ما التقطته عيون واحد من فرق الدرجة الأولى هناك وهو نادي ديبورتيفو بيسكويرا الذي يقع في مدينة شيمبوتي في شمال بيرو حيث انطلق في حياته المهنية كلاعب كرة قدم محترف، عندما كان في سن الـ17 ظهر لأول مرة كلاعب في مباراة رسمية مع بيسكويرا وكان ذلك أمام أفضل الفرق البيروفية على الإطلاق وهو أليانزا ليما ثم بعدها بفترة قصيرة سجل أول هدفين له في اسبوعين متتالين أمام اتليتيكو تورينو.
كعادة النجوم هناك فقد خطفه آليانزا ليما بعد عام واحد قضاه مع بيسكويرا حيث لعب لآليانزا ليما موسمين سجل خلالهم 25 هدف في البطولات المختلفة لكنه لم يلبث أن فكر في الانطلاق الأوروبي وهو ما كان ممهداً عبر عرض فيردر بريمن الألماني وكانت الخطوة صائبة للغاية حيث مثّل المنتخب البيروفي لأول مرة بعد انتقاله لبريمن.
نضج بيزارو مع بريمن بوضوح حيث سجل 29 هدف على مدار الموسمين وشارك في عدد كبير من المباريات وأصبح النجم البيروفي الأول في بلاده وفي موسم 2000-2001 ترددت اصوات قوية تؤكد سعي ريال مدريد وبرشلونة من إسبانيا وإنتر ميلان من إيطاليا بالإضافة للغريم بوروسيا دورتموند للفوز بخدمات المهاجم المتألق المتميز بضربات الرأس وردة الفعل العالية للغاية، لكن في سريعاً ما انهى بيزارو اسبوعه ذلك بالتوقيع لبايرن ميونخ وإنهاء كل هذا الجدل.
في أولى مبارياته مع بايرن ميونخ كان بيزارو مفتاح اللعب الأساسي في فوز بايرن ميونخ المتوالي وتوجته الجماهير البافارية بقاذفة قنابل الإنديز نسبة لسلسلة جبال الإنديز التي يقع جزء كبير منها في بيرو بالإضافة لتشبيهه بالأسطورة جيرد مولر الذي كان يُلقب بقاذفة القنابل ثم ذهب البعض لتسميته اله الإنكا نسبة لحضارة الإنكا العظيمة التي كان موطنها بيرو، وكان يستحقها من انطلاقته مع بايرن حيث بدأ أول مبارياته مع الفريق بهدف بعد أربع دقائق فقط من مشاركته أمام العملاق الملكي شالكه وكانت بداية لمسيرة حافلة بالكثير من النجاحات.
في موسم 2006-2007 انتهى عقد بيزارو مع العملاق البافاري ولم تسير مفاوضات التجديد بشكل جيد في بداية لانفراط العقد لفريق كان يضم روي مكاي ومايكل بالاك وحسن صالحميدزيتش والكثير من النجوم الكبار وكان ذلك فرصة ثمينة لكل من إشبيلية وبنفيكا ورينجرز الذين كانوا يتابعون اللاعب وازدادت الأمور مع بايرن ميونخ تعقيداً عندما رفض بيزارو عرض قدمه له فرانز بيكنباور للتجديد وقال أن التأخير في فتح باب المفاوضات فيه نوع من الإهانة له ولمسيرته مع بايرن ميونخ وكانت نهاية سيئة للغاية بإعلان بايرن ميونخ مغادرة كلاوديو بيزارو رسمياً في 20 مايو 2007.
في عهد جديد وقع بيزارو على عقود الانضمام رسمياً لتشيلسي الإنجليزي في 1 يوليو 2007 بعدما اجتاز الاختبارات الطبية في عقد يمتد لأربع سنوات وأصبح أول لاعب بيروفي في التاريخ ينضم لفريق تشيلسي وكان قرار انضمامه لتشيلسي متأثراً للغاية بمشورة صديقه البيروفي نولبيرتو سولانو لاعب نيوكاسل يونايتد وقائد المنتخب البيروفي في ذلك الوقت والذي سبق له اللعب لأستون فيلا ووست هام يونايتد وكذلك كان القرار بمشورة من زميله الإنجليزي أوين هارغريفز الذي كان يصاحبه في رحلته الألمانية في بايرن ميونخ وانتقل في نفس الموسم لمانشستر يونايتد.
ارتدى بيزارو القميص رقم 14 مع تشيلسي وهو نفس القميص الذي يرتديه مع منتخب بلاده بيرو بعدما طلب الرقم من الكاميروني جيريمي نجيتاب الذي كان يحمل هذا الرقم حينها وعلى الرغم من البداية الجيدة له مع تشيلسي حيث سجل هدف في نفس الموسم إلا أن جوزيه مورينهو لم يعتمد عليه بعد ذلك بالإضافة لانضمام نيكولا أنيلكا فوجد بيزارو نفسه خارج التشكيل تماماً مع المدرب الجديد أفرام غرانت واعتمدوا عليه فقط في مباريات الكؤوس والتي لم تحسن وضعه بالفريق على الرغم من قيادته لتشيلسي في كأس الاتحاد الإنجليزي وخاصة تلك المباراة التي سجل هدفاً فيها في مرمى كوينز بارك رينجرز.
في 15 أغسطس 2008 طلب بيزارو الإعارة لفريقه الأوروبي الأول فيردر بريمن وتم الإعلان عن إعارته لبريمن بالفعل ليعود للفريق بعد 7 سنوات منذ آخر مرة ارتدى فيها قميصه وهناك عرف بيزارو الطريق للشباك مرة أخرى بعدما جاء ليعوض رحيل ميروسلاف كلوزه لبايرن ميونخ حيث شارك بيزارو كأساسي منذ ذلك الحين وحتى الآن وساعد حينها في صعود بريمن لنهائي آخر نسخ كأس الاتحاد الأوروبي وكان له الدوري الأبرز بعدما سجل هدفين في مرمى إيه سي ميلان الإيطالي وكان السبب الرئيسي في صعود الفريق للنهائي لكنه لم يستطع تأمين البطولة للفريق في النهائي بسبب غياب صانع العاب الفريق دييغو فخسر الفريق أمام شاختار دونيتسك الأوكراني.
بعد موسم جيد للغاية مع بريمن عاد بيزارو ليشارك مع تشيلسي في مباراة ودية واحدة مع أحد الفرق الأمريكية عرف من خلالها أن الوضع سيبقى على ما هو عليه ففضل مغادرة تشيلسي نهائياً والانضمام بشكل نهائي لفيردر بريمن وهو ما حدث في 18 أغسطس 2009 حيث وقع على عقد لم يعرف أحد قيمته حتى الآن وواصل ابداعاته حيث يعيش هذه الأيام أفضل فترات حياته بعدما سجل 16 هدف في البوندزليجا وأصبح أفضل هداف أجنبي في تاريخ البوندزليجا الألمانية.

### المسيرة الدولية
على المستوى الدولي فإن بيزارو يشارك بشكل منتظم مع منتخب بيرو منذ أول انضمام له في 1999 وأصبح الآن القائد بعد اعتزال نولبيرتو سولانو ولا تعتبر مسيرته الدولية مرآة لمسيرته المحلية إطلاقاً حيث سجل حتى الآن وغاب عن كأس أمريكا الجنوبية 2004 بسبب كسر في الجمجمة بعد تصادم مع لاعب منتخب فنزويلا في المباراة التي انتهت بفوز بيرو بنتيجة 3-1 واجرى عملية جراحية في ألمانيا ولم يتمكن من اللعب لمدة ثلاثة أشهر بعد الحادثة.
في 7 ديسمبر 2007 تعرض لظروف صعبة للغاية بعدما تم استبعاده من المنتخب بسبب اصطحابه لفتاة في فندق المنتخب البيروفي قبل السقوط الكبير أمام الإكوادور بنتيجة 5-1 وتم ايقافه لمدة 18 شهر بعدها عن التمثيل الدولي كما تم ايقاف لاعبين لنفس السبب أمثال جيفيرسون فارفان وغيرهم على الرغم من إدعاء بيزارو البراءة لكن في 3 يوليو 2008 وبعد التحقيق وإعادة النظر في الوقائع تم تخفيض العقوبة لثلاثة أشهر فقط من تاريخ الاستئناف وغرامة 10 آلاف دولار ولكن بعد الاستئناف الثاني حصل بيزارو على البراءة عندما نطق القاضي قائلاً : إن الحقائق والتي طرحها الاتحاد البيروفي على اللاعب لم تدعمها أدلة ملموسة وعليه فقد قررنا رفع الإيقاف عن اللاعب وإسقاط الغرامة المقدرة بعشرة آلاف دولار.
وقال بيزارو عقب الحادثة : أنا راض للغاية وأشعر بالارتياح فقد تم استعادة شرف بلدي وعائلتي وأصدقائي الذين وقفوا دوماً بجانبي وتأكد الجميع أن كل ما حدث مجرد أكاذيب ولم يحدث شيئاً منه خاصة أنه اسكت كل من شكك في قولي للحقيقة.
وعلى الرغم من هذه النتيجة إلا أن بيزارو لاقى الكثير من تجاهل ديل سولار مدرب المنتخب البيروفي خلال تصفيات كأس العالم 2010 الذي قال أن قائد الفريق ينشغل بأشياء أخرى عند السفر لبيرو مثل سباقات الخيل والتي يعشقها بيزارو ويهمل تدريبات الفريق.

## الإنجازات
فاز بيزارو مع بايرن ميونخ بكأس الأنتركونتينينتال في 2001 وبكأس السنتياجو بيرنابيو التي تقام في إسبانيا منذ 1979 وكان ذلك في موسم 2002 وفاز بالدوري الألماني أربع مرات مع البايرن كانت في مواسم 2002-2003، 2004-2005، 2005-2006 ، 2012-2013 وبكأس ألمانيا في نفس المواسم بالإضافة لكون الفريق وصيف موسم 2003-2004 وفاز أيضاً بكأس الدوري الألماني التي الغيت الآن وكانت تقام قبل أنطلاق الموسم بين أول 8 فرق في جدول ترتيب الموسم السابق وفاز أيضاً بدوري أبطال أوروبا مرة واحدة موسم 2012-2013
مع تشيلسي لم يفز بأي بطولة على الإطلاق لكنه عاد ليفوز مع بريمن بكأس ألمانيا في موسم 2008-2009 وكان وصيف كأس الاتحاد الأوروبي في نفس الموسم .

## روابط خارجية
- كلاوديو بيتزارو على موقع الاتحاد الدولي (مؤرشف)  (الإنجليزية)
- كلاوديو بيتزارو على موقع الاتحاد الأوربي (الإنجليزية)
- كلاوديو بيتزارو على موقع قاعدة بيانات كرة القدم.إي يو (الإنجليزية)
- كلاوديو بيتزارو على موقع بيانات كرة القدم. دي إي (الألمانية)
- كلاوديو بيتزارو على موقع ليكيب (الفرنسية)
- كلاوديو بيتزارو على موقع ناشيونال فوتبول تيمز (الإنجليزية)
- كلاوديو بيتزارو على موقع Soccerbase.com (لاعب) (الإنجليزية)
- كلاوديو بيتزارو على موقع Soccerway.com (الإنجليزية)
- كلاوديو بيتزارو على موقع عالم كرة القدم.نت (الإنجليزية)
- كلاوديو بيتزارو على موقع AS.com (الإسبانية)